# Dominika Domczyk
Dominika „Nika” Domczyk – polska wokalistka, członkini zespołów Post Regiment, Pochwalone, Morus, nagrywająca i występująca gościnnie z zespołami R.U.T.A., Dezerter Alians, DUMBS i in.
Do Post Regiment dołączyła krótko po powstaniu zespołu.
Ma córkę Zuzannę. Będąc w ósmym miesiącu ciąży nagrywała album Czarzły.
Po rozwiązaniu zespołu Post Regiment pracowała w Warszawie jako nauczycielka języka angielskiego i tłumaczka.

## Dyskografia
Post Regiment
- Post Regiment (1992)
- Czarzły (1996)
- Tragiedia wg Post Regiment (1997)

MorusCiało obce (2018)
PochwaloneCzarny War (2013)

Gościnnie:
Alians: Gavroche (1994)
Dezerter: Ile procent duszy? (1994, utwór „Facet”)
DUMBS: Rocket From Poland (2008)
R.U.T.A.: Gore – Pieśni buntu i niedoli XVI – XX wieku (2011)
ALLES: Together We Are (2016, "Hymn Miłości", "Shit & Show")
Gość/Inność: Gdzieś Pomiędzy (2020, "Mandala")
Herida Profunda: Power To The People (2022, "Scene of Exclusion")
Kompilacje (Składanki):
- Tribute to Rejestracja (1998)
- Tribute to Apatia - Między nami jest jeszcze wiele do zrobienia (2022)